# Monroe Owsley
Monroe Righter Owsley (* 11. August 1900 in Atlanta, Georgia; † 7. Juni 1937 in Belmont, California) war ein US-amerikanischer Schauspieler.

## Leben
Monroe Owsley war der Sohn der Theaterschauspielerin Gertrude Owsley. Als Jugendlicher trat er zunächst in die Fußstapfen seiner Mutter, nahm Schauspielunterricht und spielte Mitte der 1920er-Jahre am Broadway. Ende der 1920er-Jahre spielte er seine ersten kleinen Nebenrollen in Hollywoodfilmen.
Bekanntheit erlangte Owsley 1930 durch seine größere Nebenrolle im Hollywood-Film Holiday als alkoholkranker Bruder von Ann Hardings Hauptfigur, diese Rolle hatte er zuvor bereits in Philip Barrys Broadway-Stück gespielt. Noch im selben Jahr spielte er seine erste Hauptrolle im Hollywoodfilm Free Love neben Conrad Nagel und Genevieve Tobin. Ein Jahr später spielte er eine der Hauptrollen im Hollywoodfilm Honor Among Lovers neben Fredric March und Claudette Colbert sowie eine Nebenrolle im Hollywoodfilm This Modern Age neben Joan Crawford.
In den folgenden Jahren spielte Owsley zahlreiche weitere Hauptrollen oder größere Nebenrollen in Hollywoodfilmen, unter anderem 1932 in Call Her Savage neben dem ersten It-Girl Clara Bow und 1933 in Spätere Heirat ausgeschlossen neben Bette Davis. Ab Mitte der 1930er-Jahre spielte er fast nur noch Nebenrollen. Infolge seiner Rolle in Holiday war er oft auf Rollen als etwas dekadenter Playboy festgelegt.
Owsley starb 1937 an einem infolge eines Verkehrsunfalls erlittenen Herzinfarkts im Alter von 36 Jahren. Er wurde genau wie seine Schauspielkollegin Jean Harlow, die am selben Tag starb, im Forest Lawn Memorial Park in Glendale bestattet.

## Filmografie
- 1928: The First Kiss
- 1928: Carry on, Sergeant!
- 1930: Holiday
- 1930: Kid the Kidder (Kurzfilm)
- 1930: Free Love
- 1931: Ten Cents a Dance
- 1931: Honor Among Lovers
- 1931: Indiscreet
- 1931: This Modern Age
- 1932: Unashamed
- 1932: Hat Check Girl
- 1932: Call Her Savage
- 1933: The Keyhole
- 1933: The Woman Who Dared
- 1933: Spätere Heirat ausgeschlossen (Ex-Lady)
- 1933: Zwillings-Ehemänner (Twin Husbands)
- 1933: Brief Moment
- 1933: Twin Husbands
- 1934: Little Man, What Now?
- 1934: Wild Gold
- 1934: Shock
- 1934: She Was a Lady
- 1934: Hier ist mein Herz! (Behold My Wife!)
- 1935: Rumba
- 1935: Goin’ to Town
- 1935: Was geschah gestern? (Remember Last Night?)
- 1936: Frauenehre (Private Number)
- 1936: Yellowstone
- 1936: Mister Cinderella
- 1936: Hideaway Girl
- 1937: The Hit Parade